# 寮歌寨遗址
寮歌寨遗址，位于中国广东省茂名市茂港区沙院镇海尾村，为茂名市茂港区文物保护单位，类型为古遗址，公布时间为2000年4月20日。
寮歌寨遗址的历史年代为汉、明。